# Brenthis pyrenaica
Brenthis pyrenaica är en fjärilsart som beskrevs av De Sagarra 1925. Brenthis pyrenaica ingår i släktet Brenthis och familjen praktfjärilar. Inga underarter finns listade i Catalogue of Life.